# Piero Taruffi
Piero Taruffi (Albano Laziale, Italija, 12. listopada, 1906. – Rim, Italija, 12. siječnja 1988.) je bivši talijanski vozač automobilističkih utrka.
Taruffi je karijeru počeo na motociklima. Godine 1928. osvojio je naslov u 500cc Italian Championship prvenstvu, a prvenstvo 500cc European Championship osvojio je 1932. U motociklističkoj karijeri pobijedio je na više od 25 utrka, a jedno vrijeme natjecao se paralelno i u automobilizmu.
U Formuli 1 debitirao je na VN Italije 1950. vozeći za Alfa Romeo. Sljedeće četiri godine proveo je u Ferrariju. Jedinu pobjedu ostvario je na VN Švicarske 1952. Premda je njegova prva strast bila motociklizam, Taruffi nije ništa manje uspješan bio i u automobilizmu. Od 1930. do 1957., ne uključujući razdoblje Drugog svjetskog rata, Taruff je pobijedio na 30-ak utrka. Posljednja je bila ona na utrci Mille Miglia 1957.
Taruffi je i autror knjige The Technique of Motor Racing, a u studenom 1957. magazin Saturday Evening Post objavio je Tarrufijev članak Stop us before we kill again. U članku su bivši vozači raspravljali o dvije utrke koje su odnijele mnogo života; 24 sata Le Mansa 1955. i upravo Mille Miglia iz 1957.

## Rezultati u Formuli 1
| Sezona | Momčad                                             | Šasija                         | Motor                                       | Utrke | Pobjede | Podiji | Bodovi | Plasman |
| ------ | -------------------------------------------------- | ------------------------------ | ------------------------------------------- | ----- | ------- | ------ | ------ | ------- |
| 1950.  | SA Alfa Romeo                                      | Alfa Romeo 158                 | Alfa Romeo Straight-8                       | 1     | 0       | 0      | 0      | -       |
| 1951.  | Scuderia Ferrari                                   | Ferrari 375F1                  | Ferrari V12                                 | 5     | 0       | 1      | 10     | 6.      |
| 1952.  | Scuderia Ferrari                                   | Ferrari 500                    | Ferrari Straight-4                          | 6     | 1       | 3      | 22     | 3.      |
| 1954.  | Scuderia Ferrari                                   | Ferrari 625                    | Ferrari Straight-4                          | 1     | 0       | 0      | 0      | -       |
| 1955.  | Scuderia Ferrari Daimler Benz AG                   | Ferrari 555 Mercedes-Benz W196 | Ferrari Straight-4 Mercedes-Benz Straight-8 | 3     | 0       | 1      | 9      | 6.      |
| 1956.  | Officini Alfieri Maserati Vandervell Products Ltd. | Maserati 250F Vanwall          | Maserati Straight-6 Vanwall Straight-4      | 2     | 0       | 0      | 0      | -       |

## Pobjede u Formuli 1
| Sezona | Datum       | Velika nagrada | Staza      | Momčad           | Šasija      | Motor          | Grid |
| ------ | ----------- | -------------- | ---------- | ---------------- | ----------- | -------------- | ---- |
| 1952.  | 18. svibnja | VN Švicarske   | Bremgarten | Scuderia Ferrari | Ferrari 500 | Ferrari 2.0 L4 | 2    |

## Ostale pobjede
U zagradama su motocikli i bolidi s kojima je Taruffi pobijedio.
| 1925. - Circuito di Monte Mario - Roma (AJS 350) 1927. - Circuito di Monte Mario - Roma (Moto Guzzi 250) 1928. - Circuito della Merluzza - Roma (Norton 500) - Circuito Caracciolo - Napoli (Norton 500) - Circuito del Poggione - Cutigliano (Norton 500) - Circuito di Palestrina (Norton 500) - Gran Premio Reale - Roma (Norton 500) - Motovelodromo Appio - Roma (Norton 500) - Circuito Vermicino - Rocca di Papa (Norton 500) 1929. - Coppa Marino - Roma (Norton 500) - Pontelucano - Tivoli (Norton 500) 1930. - Circuito di Belfiore - Mantova (Norton 500) - Coppa Marino - Roma (Norton 500) - Circuito Vermicino - Rocca di Papa (Norton 500) 1931. - Circuito della Merluzza - Roma (Norton 500) - Gran Premio di Monza (Norton 500) - Circuito Vermicino - Rocca di Papa (Norton 500) 1932. - Gran Premio d'Europa - Roma (Norton 500) - Gran Premio RMCI di Monza (Norton 500) - Circuito di Pesaro (Norton 500) 1933. - Coppa del Mare - Livorno (Norton 500) - Circuito di Rimini (Norton 500) 1935. - Gran Premio di Tripoli (Rondine 500) - Gran Premio di Pescara (Rondine 500) | 1930. - Tunisi - Tripoli - Classe 2000 (Alfa Romeo 1750) 1931. - Coppa del Cimino - Classe 2000 (Itala 2000) - Circuito di Bolsena (Alfa Romeo 2300) - Coppa Frigo (Alfa Romeo 2300) 1932. - Coppa Gran Sasso - Classe 2500 (Alfa Romeo 2300) - Circuito di Bolsena (Alfa Romeo 2300) 1934. - VIII Mille Miglia - Classe 1100 (Maserati 1100) - Criterium di Roma (Alfa Romeo 2300) 1938. - XII Mille Miglia - Classe 1100 (FIAT 1100) 1947. - Gran Premio di Tripoli - Classe 1500 (Maserati 1500) - Circuito di Vercelli (Cisitalia 1100) - Circuito di Caracalla - Classe 1100 (Cisitalia 1100) - Lido di Venezia - Classe 1100 (Cisitalia 1100) 1948. - Giro di Sicilia - Classe 1100 (Cisitalia 1100) - Gran Premio di Berna (Cisitalia 1100) 1949. - Susa-Moncenisio (Cisitalia 1200) - Gran San Bernardo (Cisitalia 1200) 1951. - Carrera Messicana (Ferrari 2600) 1952. - Silverstone Grand Prix (Thinwall Special) - Grand Prix de Paris (Ferrari 500) - Ulster Trophy (Thinwall Special) 1954. - Giro di Sicilia (Lancia 3300) - Targa Florio (Lancia 3300) - Catania-Etna (Lancia 3300) 1955. - Giro di Sicilia (Ferrari 3750) 1956. - Nürburgring (Maserati 3000) 1957. - XXIV Mille Miglia (Ferrari 4000) |

## Vanjske poveznice
- Taruffi na racing-reference.info